# Poppodium Metropool
Metropool is een pop- en cultureel podium, gelegen in zowel het centrum van Hengelo, Enschede en Almelo. Er vinden hier wekelijks diverse optredens plaats op cultureel en muzikaal gebied.
In 1988 werd Poppodium Metropool geopend. Metropool betrok het voormalige pand van Babylon samen met de Vereniging Popbelang Hengelo en het Meiden Centrum Macha.
In 2007 besloot de gemeenteraad een nieuw gebouw voor het poppodium te realiseren achter het NS-station. De totale kosten voor dit project bedroegen 7,9 miljoen euro, waarvan de helft door de gemeente werd gefinancierd. De bouw startte na de zomer van 2007 en het nieuwe Metropool opende zijn deuren eind september 2009. De officiële opening vond plaats in het begin van de daaropvolgende november met als gasten Candy Dulfer en andere prominente gasten uit de Nederlandse muziekindustrie. 

## Trivia
De Canadese band The Tragically Hip deed als waardering een verwijzing naar hun optreden in de Metropool in het nummer At the Hundredth Meridian.